# Eroessa chiliensis
Eroessa es un género monotípico de mariposas de la familia Pieridae (subfamilia Pierinae, tribu Anthocharini). Eroessa chiliensis es la única especies de este género, se distribuye por toda la república de Chile (endémica).